# آبي ليتش
آبي ليتش (بالإنجليزية: Abby Leach)‏ هي عالمة لغوية كلاسيكية أمريكية، ولدت في 28 مايو 1855 في بروكتون في الولايات المتحدة، وتوفيت في 29 ديسمبر 1918 في بكبسي في الولايات المتحدة.